# Welgesheim
Welgesheim est une municipalité de la Verbandsgemeinde Sprendlingen-Gensingen, dans l'arrondissement de Mayence-Bingen, en Rhénanie-Palatinat, dans l'ouest de l'Allemagne.

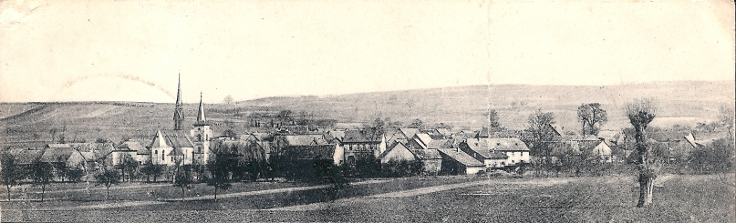
Panorama de Welgesheim en 1896
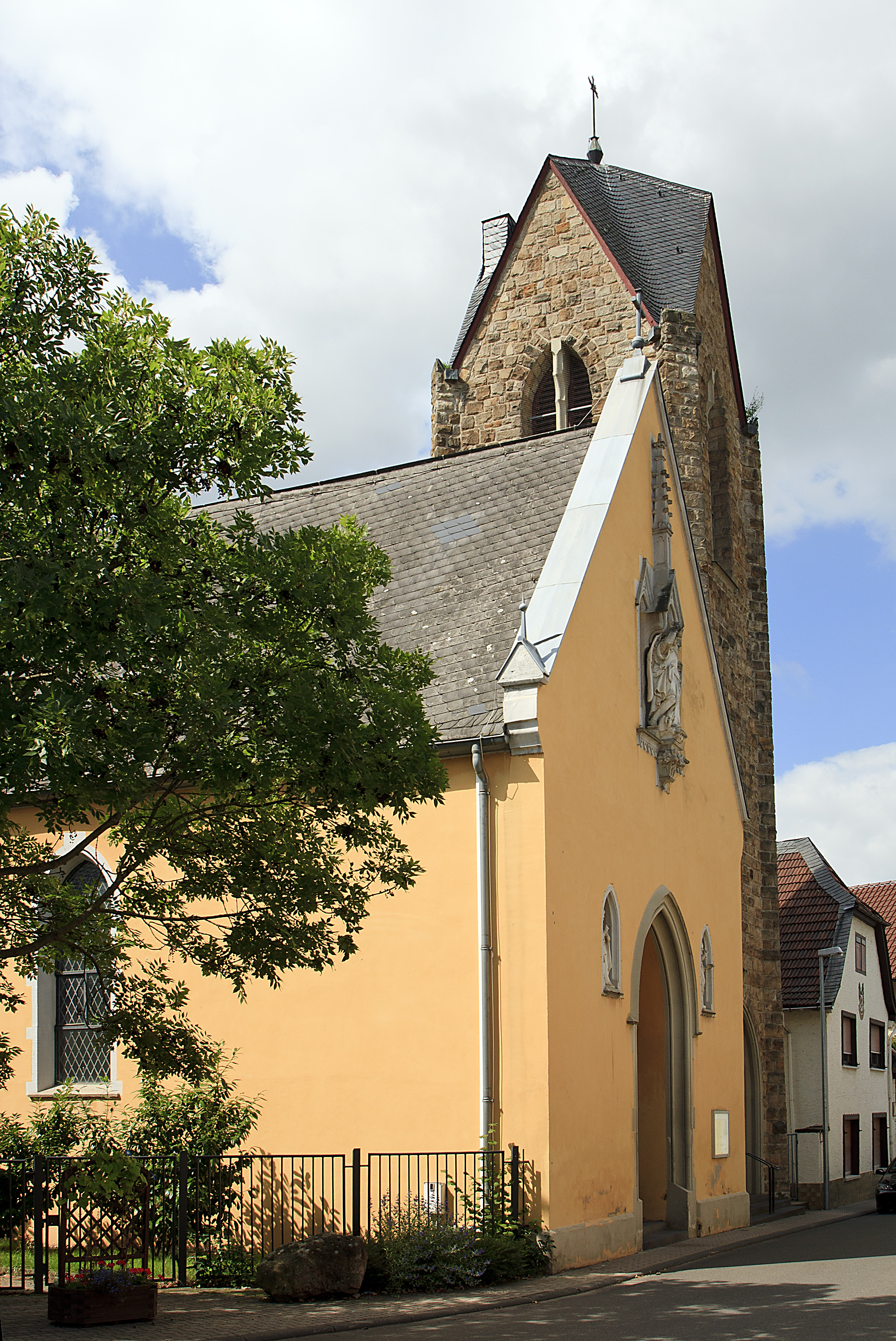
Église catholique
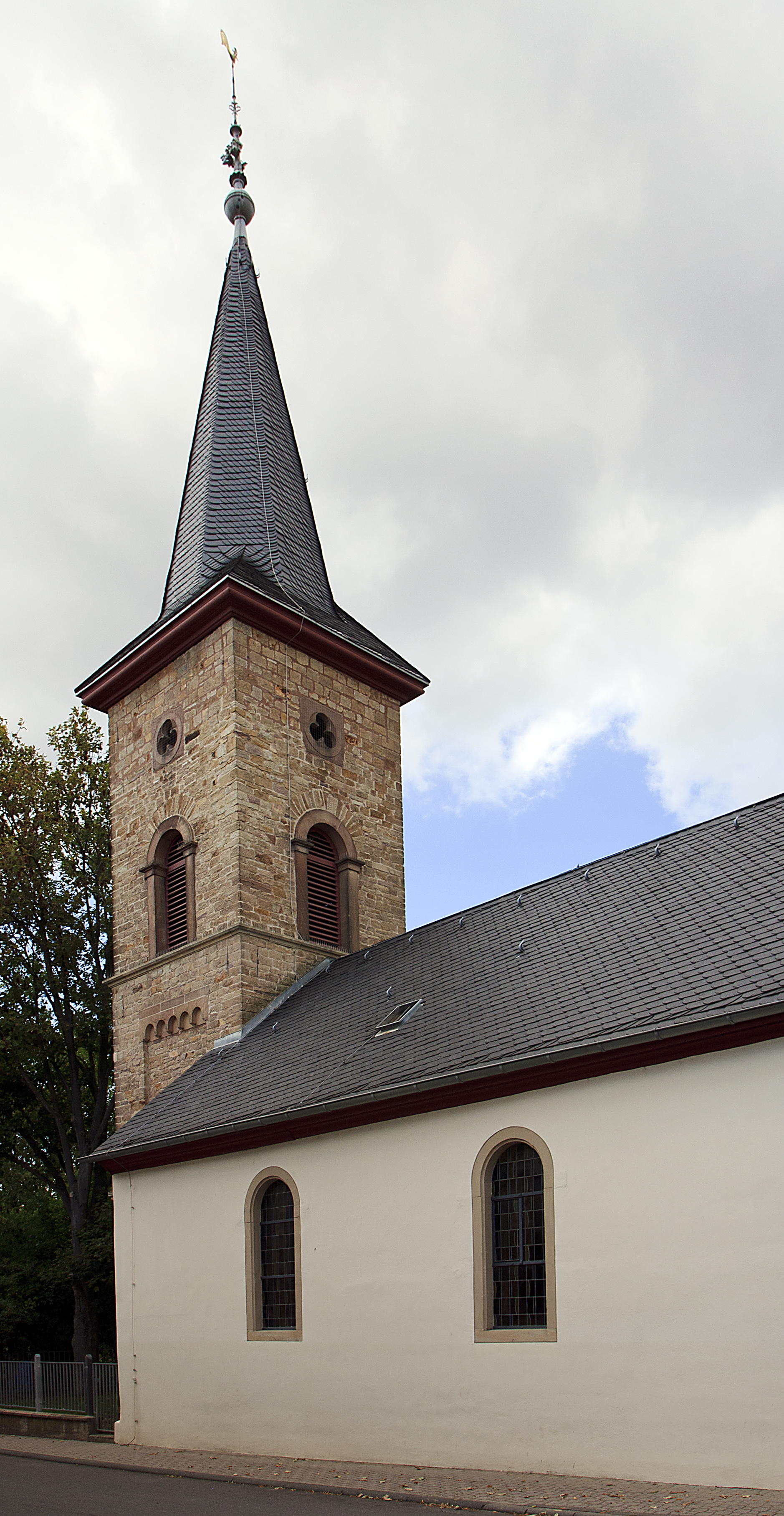
Église évangélique
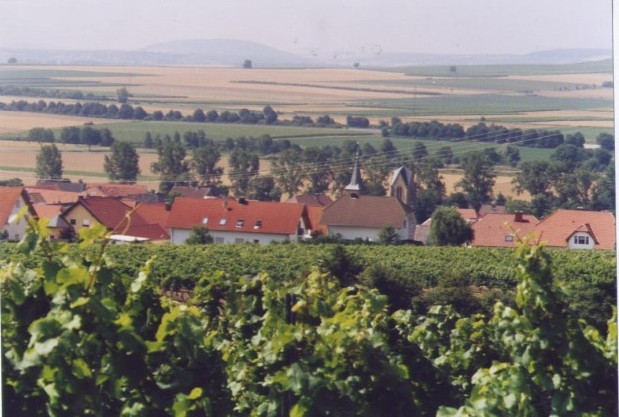
Vue sur Welgesheim
Localisation de Welgesheim dans la Verbandsgemeide et dans l'arrondissement